# Synchrotron SOLEIL

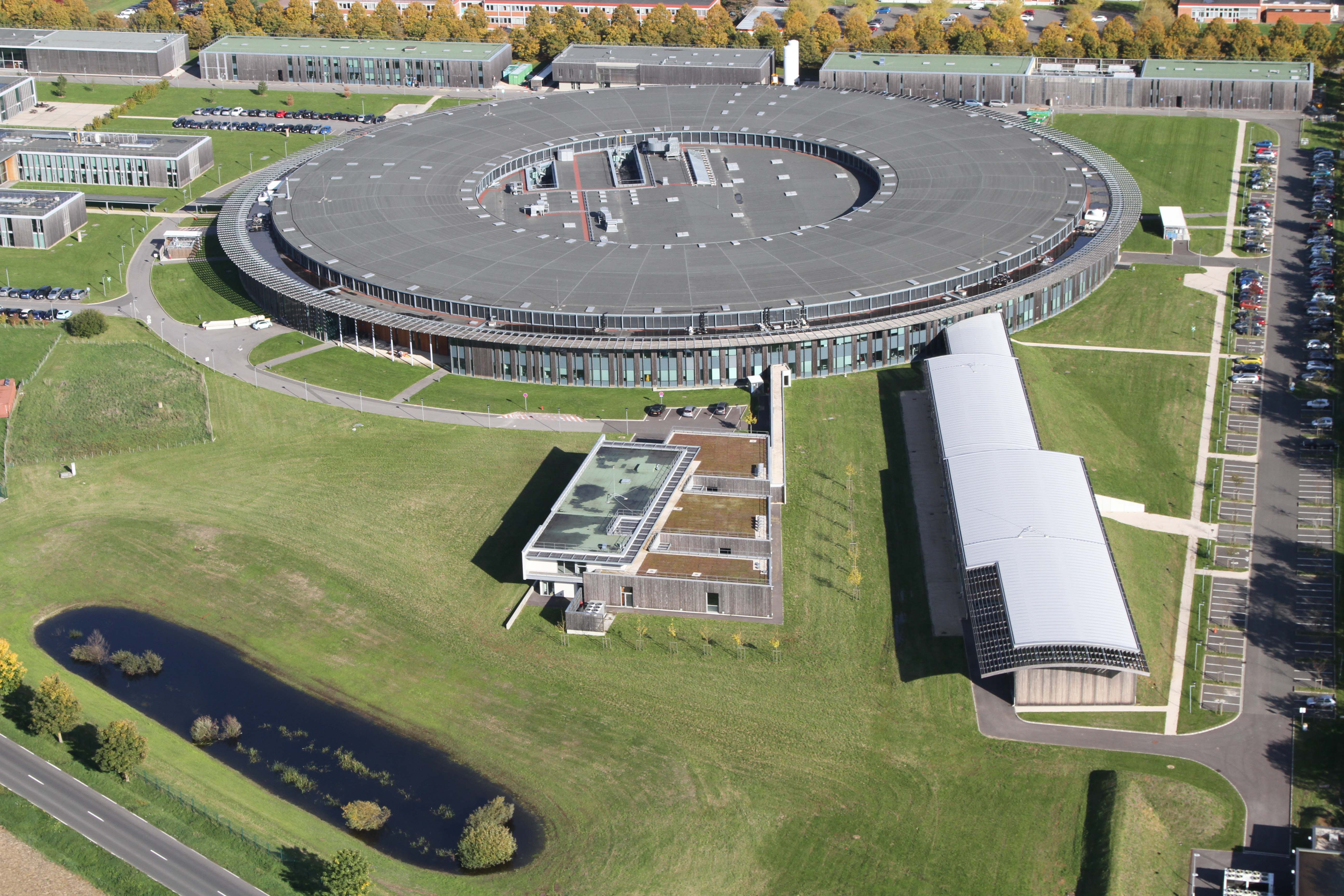
Luftbild Synchrotron SOLEIL (2015)

Das SOLEIL ist ein Elektronen-Synchrotron in Saint-Aubin in der Nähe von Paris, Frankreich, das zur Erzeugung von Synchrotronstrahlung dient. Die Bezeichnung SOLEIL ist ein Backronym für französisch Source optimisée de lumière d’énergie intermédiaire du LURE und spielt auf das französische Wort soleil („Sonne“) an. LURE steht für Laboratoire pour l'utilisation du rayonnement électromagnétique, eine inzwischen stillgelegte Vorgängereinrichtung von SOLEIL im nahegelegenen Orsay.

## Geschichte, Lage, Organisation
Die Anlage wurde am 14. Mai 2006 in Betrieb genommen. Sie wird von einer gleichnamigen Firma betrieben, deren Gesellschafter die nationale französische Forschungsorganisation Centre national de la recherche scientifique (CNRS) und das Kommissariat für Kernenergie und alternative Energien Commissariat à l’énergie atomique et aux énergies alternatives (CEA) sind. Sie befindet sich im Département Essonne südlich von Paris, einer Region, in der auch verschiedene nukleartechnische Anlagen betrieben werden.

## Technische Daten

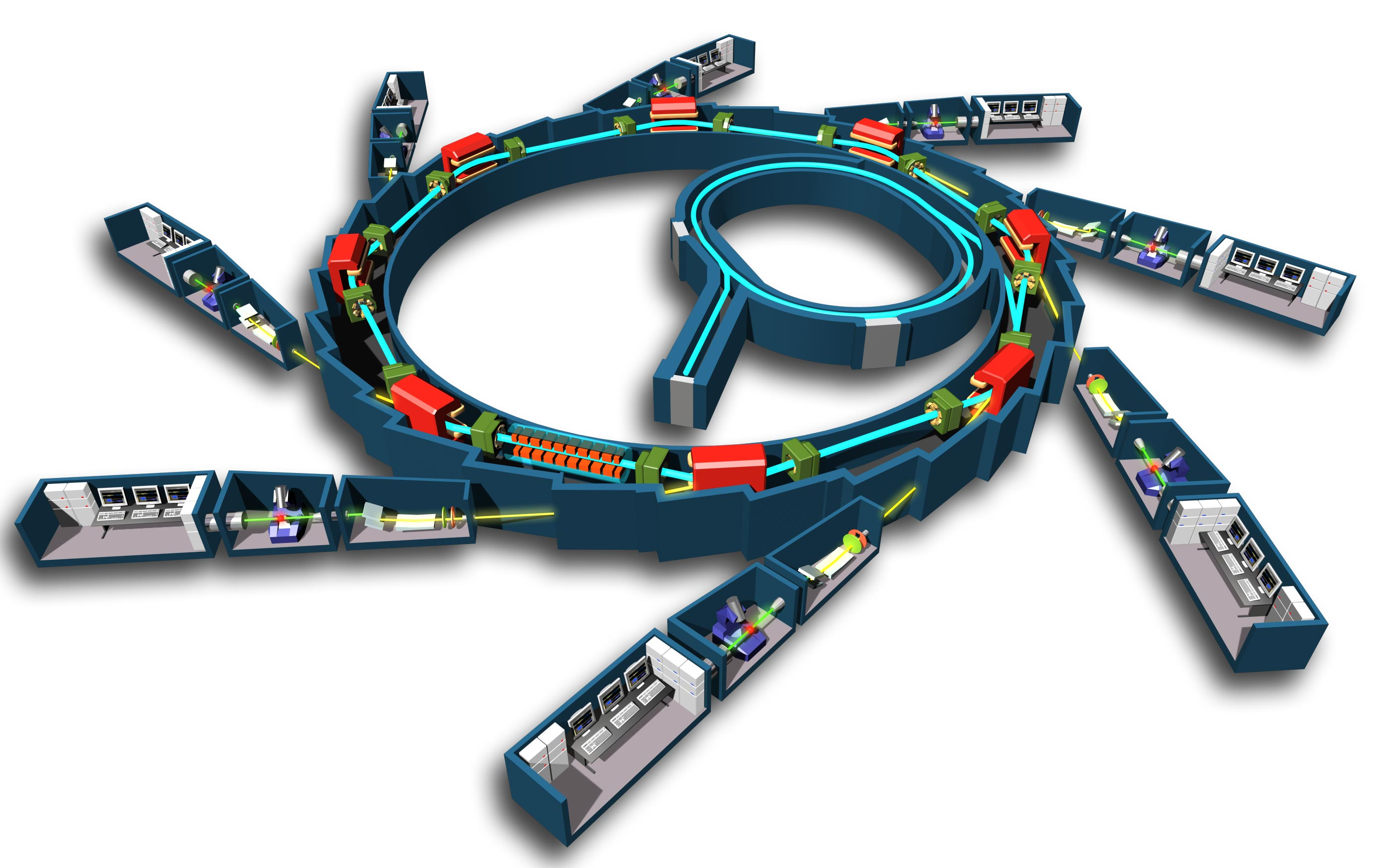
Prinzipskizze der technischen Anlagen von SOLEIL

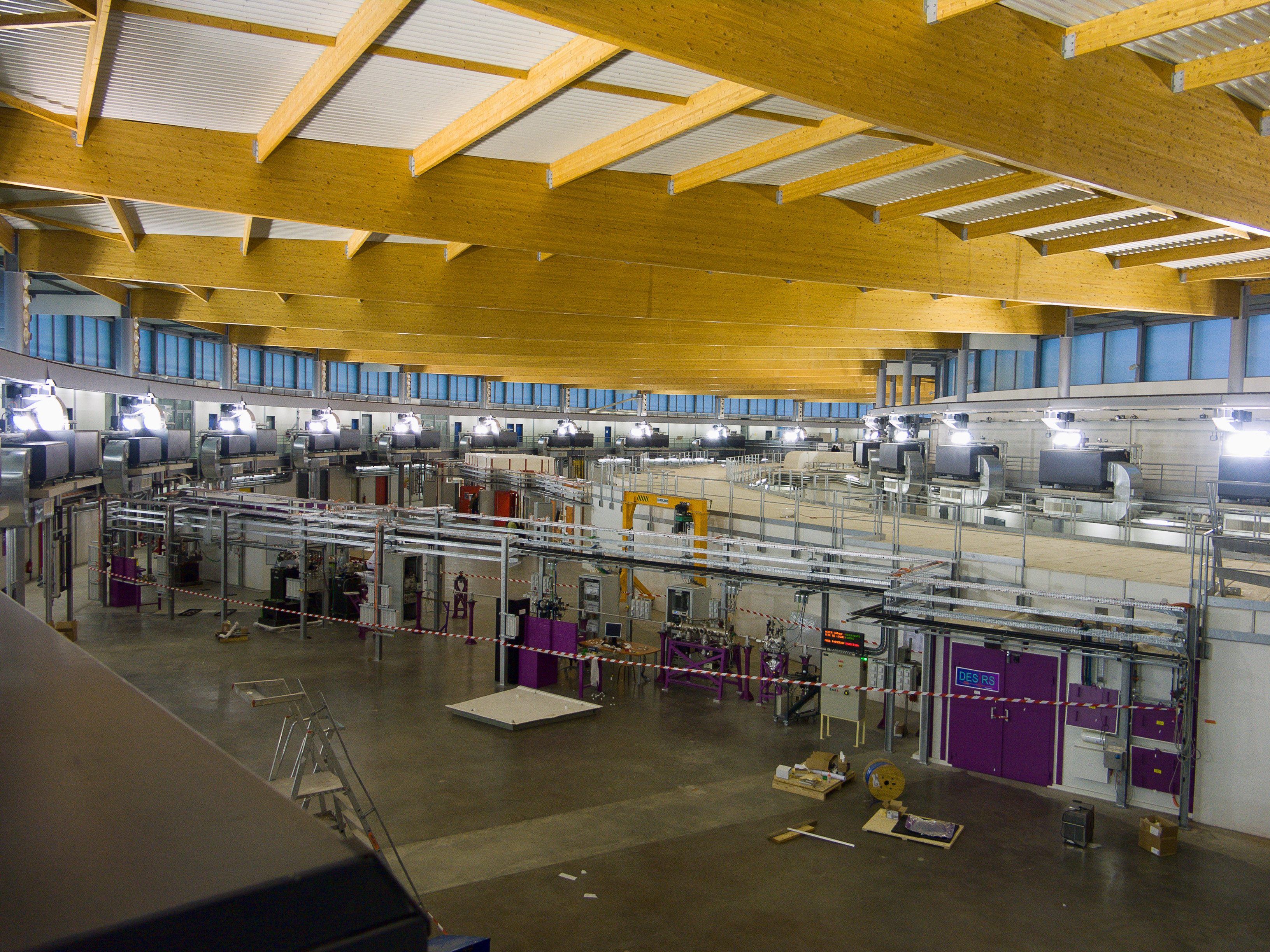
Synchrotronhalle von innen

Im Synchrotron mit 354 m Umfang können Elektronen auf 2,75 GeV beschleunigt werden. Sie erreichen dabei nach 1,2 μs fast die Lichtgeschwindigkeit und durchlaufen den Ring 847.000-mal pro Sekunde. SOLEIL liefert Photonen aus einem Energiebereich von 0,4 meV bis 100 keV, also von Infrarotstrahlung über ultraviolettes Licht bis zu harter Röntgenstrahlung.
Die maximale Anzahl an Strahlrohren (eng. beamlines) beträgt 43, von denen derzeit 29 in Betrieb sind (Stand Januar 2020).